# تامزرط
تَامَزْرَط أو تَمَزْرَط أو تامزرت إحدى قرى جبل مطماطة بالجنوب التونسي، تقع على الطريق الجهوية رقم 104، على بعد 13 كم من مطماطة وحوالي 50 كم من مدينة قابس.
- تقول الروايات الشفوية أن سكان تامزرط قدموا من طرفي المغرب الأمازيغي، إذ قدم أولاد غيران من المغرب في حين قدم أولاد بوغيزن والسراسرة وأولاد عيسى والإدارسة من طرابلس.
- من أواخر القرى التي حافظت على اللغة الأمازيغية في تونس.

## مرجع
H. Menouillard, "Contribution à l'étude de l'origine de la population des Montagnes de Matmata", in، Revue Tunisienne, Janv. 1912

## وصلات خارجية
- (بالفرنسية) تامزرط.